# Матч всех звёзд НХЛ 2018
63-й матч всех звёзд Национальной хоккейной лиги состоялся 28 января 2018 года, в городе Тампе, штат Флорида, на домашней арене клуба «Тампа-Бэй Лайтнинг», «Амали-арене». Этот матч звёзд стал вторым проводимым в Тампе. Победителем матча звёзд стала команда Тихоокеанского дивизиона, которая в финале обыграла Атлантический дивизион. Самым ценным игроком был признан нападающий Тихоокеанского дивизиона Брок Бесер и стал первым с 1985 года новичком, получившим звание MVP матча звёзд.

## Формат
Матч звёзд проходит в формате мини-турнира 3 на 3. На полуфинальной стадии между собой встречаются сборные звёзд Центрального и Тихоокеанского дивизионов, а также Столичного и Атлантического. Победители каждого матча встречаются в финале для определения победителя турнира. Продолжительность каждого матча 20 минут. По истечении 10 минут каждого матча, команды меняются воротами. При ничейном счёте после 20 минут победитель определяется в серии буллитов. Команда победившая в финале получает $ 1 миллион.

## Определение составов
Победителями голосования болельщиков стали: нападающий «Эдмонтон Ойлерз» Коннор Макдэвид (Тихоокеанский дивизион), форвард «Вашингтон Кэпиталз» Александр Овечкин (Столичный дивизион), капитан «Тампы-Бэй Лайтнинг» Стивен Стэмкос (Атлантический дивизион) и защитник «Нэшвилл Предаторз» Пи-Кей Суббан (Центральный дивизион). Все победители голосования автоматически становятся капитанами команд своих дивизионов.
7 января 2018 года были объявлены тренеры сборных. Ими стали главные тренеры клубов, имеющие лучшие показатели по проценту набранных очков за первую половину регулярного чемпионата.
Полные составы команд были объявлены 10 января 2018 года.

### Восточная конференция
| Атлантический дивизион | Атлантический дивизион | Атлантический дивизион | Атлантический дивизион |
| ---------------------- | ---------------------- | ---------------------- | ---------------------- |
| Вратари                |                        |                        |                        |
| Номер                  | Страна                 | Имя                    | Клуб                   |
| 31                     | Флаг Канады            | Кэри Прайс             | «Монреаль Канадиенс»   |
| 88                     | Флаг России            | Андрей Василевский     | «Тампа-Бэй Лайтнинг»   |
| Защитники              |                        |                        |                        |
| Номер                  | Страна                 | Имя                    | Клуб                   |
| 25                     | Флаг Канады            | Майк Грин              | «Детройт Ред Уингз»    |
| 65                     | Флаг Швеции            | Эрик Карлссон          | «Оттава Сенаторз»      |
| Нападающие             |                        |                        |                        |
| Номер                  | Страна                 | Имя                    | Клуб                   |
| 15                     | Флаг США               | Джек Айкел             | «Баффало Сейбрз»       |
| 16                     | Флаг Финляндии         | Александр Барков       | «Флорида Пантерз»      |
| 21                     | Флаг Канады            | Брэйден Пойнт          | «Тампа-Бэй Лайтнинг»   |
| 34                     | Флаг США               | Остон Мэттьюс          | «Торонто Мейпл Лифс»   |
| 63                     | Флаг Канады            | Брэд Маршан            | «Бостон Брюинз»        |
| 86                     | Флаг России            | Никита Кучеров         | «Тампа-Бэй Лайтнинг»   |
| 91                     | Флаг Канады            | Стивен Стэмкос —       | «Тампа-Бэй Лайтнинг»   |

| Столичный дивизион | Столичный дивизион | Столичный дивизион  | Столичный дивизион     |
| ------------------ | ------------------ | ------------------- | ---------------------- |
| Вратари            |                    |                     |                        |
| Номер              | Страна             | Имя                 | Клуб                   |
| 30                 | Флаг Швеции        | Хенрик Лундквист    | «Нью-Йорк Рейнджерс»   |
| 70                 | Флаг Канады        | Брэйден Холтби      | «Вашингтон Кэпиталз»   |
| Защитники          |                    |                     |                        |
| Номер              | Страна             | Имя                 | Клуб                   |
| 5                  | Флаг США           | Ноа Ханифин         | «Каролина Харрикейнз»  |
| 8                  | Флаг США           | Зак Веренски        | «Коламбус Блю Джекетс» |
| 58                 | Флаг Канады        | Крис Летанг         | «Питтсбург Пингвинз»   |
| Нападающие         |                    |                     |                        |
| Номер              | Страна             | Имя                 | Клуб                   |
| 8                  | Флаг России        | Александр Овечкин — | «Вашингтон Кэпиталз»   |
| 11                 | Флаг США           | Брайан Бойл         | «Нью-Джерси Девилз»    |
| 12                 | Флаг Канады        | Джош Бэйли          | «Нью-Йорк Айлендерс»   |
| 28                 | Флаг Канады        | Клод Жиру           | «Филадельфия Флайерз»  |
| 87                 | Флаг Канады        | Сидни Кросби        | «Питтсбург Пингвинз»   |
| 91                 | Флаг Канады        | Джон Таварес        | «Нью-Йорк Айлендерс»   |

### Западная конференция
| Центральный дивизион | Центральный дивизион | Центральный дивизион | Центральный дивизион |
| -------------------- | -------------------- | -------------------- | -------------------- |
| Вратари              |                      |                      |                      |
| Номер                | Страна               | Имя                  | Клуб                 |
| 35                   | Флаг Финляндии       | Пекка Ринне          | «Нэшвилл Предаторз»  |
| 37                   | Флаг США             | Коннор Хеллебайк     | «Виннипег Джетс»     |
| Защитники            |                      |                      |                      |
| Номер                | Страна               | Имя                  | Клуб                 |
| 3                    | Флаг Швеции          | Йон Клингберг        | «Даллас Старз»       |
| 27                   | Флаг Канады          | Алекс Пьетранджело   | «Сент-Луис Блюз»     |
| 76                   | Флаг Канады          | Пи-Кей Суббан —      | «Нэшвилл Предаторз»  |
| Нападающие           |                      |                      |                      |
| Номер                | Страна               | Имя                  | Клуб                 |
| 10                   | Флаг Канады          | Брэйден Шенн         | «Сент-Луис Блюз»     |
| 12                   | Флаг Канады          | Эрик Стаал           | «Миннесота Уайлд»    |
| 26                   | Флаг США             | Блейк Уилер          | «Виннипег Джетс»     |
| 29                   | Флаг Канады          | Натан Маккиннон      | «Колорадо Эвеланш»   |
| 88                   | Флаг США             | Патрик Кейн          | «Чикаго Блэкхокс»    |
| 91                   | Флаг Канады          | Тайлер Сегин         | «Даллас Старз»       |

| Тихоокеанский дивизион | Тихоокеанский дивизион | Тихоокеанский дивизион | Тихоокеанский дивизион |
| ---------------------- | ---------------------- | ---------------------- | ---------------------- |
| Вратари                |                        |                        |                        |
| Номер                  | Страна                 | Имя                    | Клуб                   |
| 29                     | Флаг Канады            | Марк-Андре Флёри       | «Вегас Голден Найтс»   |
| 41                     | Флаг Канады            | Майк Смит              | «Калгари Флэймз»       |
| Защитники              |                        |                        |                        |
| Номер                  | Страна                 | Имя                    | Клуб                   |
| 8                      | Флаг Канады            | Дрю Даути              | «Лос-Анджелес Кингз»   |
| 23                     | Флаг Швеции            | Оливер Экман-Ларссон   | «Аризона Койотис»      |
| 88                     | Флаг Канады            | Брент Бёрнс            | «Сан-Хосе Шаркс»       |
| Нападающие             |                        |                        |                        |
| Номер                  | Страна                 | Имя                    | Клуб                   |
| 6                      | Флаг США               | Брок Бесер             | «Ванкувер Кэнакс»      |
| 11                     | Флаг Словении          | Анже Копитар           | «Лос-Анджелес Кингз»   |
| 13                     | Флаг США               | Джонни Годро           | «Калгари Флэймз»       |
| 18                     | Флаг Канады            | Джеймс Нил             | «Вегас Голден Найтс»   |
| 67                     | Флаг Швеции            | Рикард Ракелль         | «Анахайм Дакс»         |
| 97                     | Флаг Канады            | Коннор Макдэвид —      | «Эдмонтон Ойлерз»      |

## Конкурсы «Суперскиллз»
27 января состоялось «Мастер-шоу», которое включало в себя 6 конкурсов. В конкурсе на скорость победителем стал Коннор Макдэвид (13,454 сек.), конкурс на мастерство паса выиграл Алекс Пьетранджело (46 сек.), Марк-Андре Флёри в конкурсе вратарей сделал 14 подряд сейвов и стал его победителем, лучшим в конкурсе на контроль шайбы стал Джонни Годро (24,65 сек.), победителем в конкурсе на самый сильный бросок стал капитан Столичного дивизиона Александр Овечкин (101,3 миль/час), а Брок Бесер за 11,136 секунды поразил все 5 целей и победил в заключительном конкурсе на точность броска. За победу в каждом конкурсе игрок получает $ 25 тыс.

## Сетка
|  | Полуфинал              | Полуфинал              | Полуфинал              | Полуфинал              | Полуфинал              | Полуфинал              | Полуфинал              | Полуфинал              | Полуфинал              | Полуфинал |                        |                        | Финал                  | Финал                  | Финал                  | Финал                  | Финал                  | Финал                  | Финал                  | Финал                  | Финал                  | Финал |
|  |                        |                        |                        |                        |                        |                        |                        |                        |                        |           |                        |                        |                        |                        |                        |                        |                        |                        |                        |                        |                        |       |
|  | Тихоокеанский дивизион | Тихоокеанский дивизион | Тихоокеанский дивизион | Тихоокеанский дивизион | Тихоокеанский дивизион | Тихоокеанский дивизион | Тихоокеанский дивизион | Тихоокеанский дивизион | Тихоокеанский дивизион | 5         |                        |                        |                        |                        |                        |                        |                        |                        |                        |                        |                        |       |
|  | Тихоокеанский дивизион | Тихоокеанский дивизион | Тихоокеанский дивизион | Тихоокеанский дивизион | Тихоокеанский дивизион | Тихоокеанский дивизион | Тихоокеанский дивизион | Тихоокеанский дивизион | Тихоокеанский дивизион | 5         |                        |                        |                        |                        |                        |                        |                        |                        |                        |                        |                        |       |
|  | Центральный дивизион   | Центральный дивизион   | Центральный дивизион   | Центральный дивизион   | Центральный дивизион   | Центральный дивизион   | Центральный дивизион   | Центральный дивизион   | Центральный дивизион   | 2         |                        |                        |                        |                        |                        |                        |                        |                        |                        |                        |                        |       |
|  |                        |                        |                        |                        |                        |                        |                        |                        |                        |           | Тихоокеанский дивизион | Тихоокеанский дивизион | Тихоокеанский дивизион | Тихоокеанский дивизион | Тихоокеанский дивизион | Тихоокеанский дивизион | Тихоокеанский дивизион | Тихоокеанский дивизион | Тихоокеанский дивизион | 5                      |                        |       |
|  |                        |                        |                        |                        |                        |                        |                        |                        |                        |           | Тихоокеанский дивизион | Тихоокеанский дивизион | Тихоокеанский дивизион | Тихоокеанский дивизион | Тихоокеанский дивизион | Тихоокеанский дивизион | Тихоокеанский дивизион | Тихоокеанский дивизион | Тихоокеанский дивизион | 5                      |                        |       |
|  |                        |                        |                        |                        |                        |                        |                        |                        |                        |           |                        |                        | Атлантический дивизион | Атлантический дивизион | Атлантический дивизион | Атлантический дивизион | Атлантический дивизион | Атлантический дивизион | Атлантический дивизион | Атлантический дивизион | Атлантический дивизион | 2     |
|  | Атлантический дивизион | Атлантический дивизион | Атлантический дивизион | Атлантический дивизион | Атлантический дивизион | Атлантический дивизион | Атлантический дивизион | Атлантический дивизион | Атлантический дивизион | 7         |                        |                        | Атлантический дивизион | Атлантический дивизион | Атлантический дивизион | Атлантический дивизион | Атлантический дивизион | Атлантический дивизион | Атлантический дивизион | Атлантический дивизион | Атлантический дивизион | 2     |
|  | Атлантический дивизион | Атлантический дивизион | Атлантический дивизион | Атлантический дивизион | Атлантический дивизион | Атлантический дивизион | Атлантический дивизион | Атлантический дивизион | Атлантический дивизион | 7         |                        |                        |                        |                        |                        |                        |                        |                        |                        |                        |                        |       |
|  | Столичный дивизион     | Столичный дивизион     | Столичный дивизион     | Столичный дивизион     | Столичный дивизион     | Столичный дивизион     | Столичный дивизион     | Столичный дивизион     | Столичный дивизион     | 4         |                        |                        |                        |                        |                        |                        |                        |                        |                        |                        |                        |       |
|  | Столичный дивизион     | Столичный дивизион     | Столичный дивизион     | Столичный дивизион     | Столичный дивизион     | Столичный дивизион     | Столичный дивизион     | Столичный дивизион     | Столичный дивизион     | 4         |                        |                        |                        |                        |                        |                        |                        |                        |                        |                        |                        |       |
|  |                        |                        |                        |                        |                        |                        |                        |                        |                        |           |                        |                        |                        |                        |                        |                        |                        |                        |                        |                        |                        |       |

## Матчи
Североамериканское восточное время (UTC−5:00).

### Полуфинал
| 28 января 2018 16:05 | Тихоокеанский дивизион | 5 : 2 (0:1, 5:1) | Центральный дивизион | «Амали-арена», Тампа Зрителей: 19 022 |

| Отчёт | Отчёт                                                  | Отчёт                                                                   | Отчёт                                                    | Отчёт                                                                  |
| --- | ------------------------------------------------------ | ----------------------------------------------------------------------- | -------------------------------------------------------- | ---------------------------------------------------------------------- |
| |                                                        |                                                                         |                                                          |                                                                        |
| | Марк-Андре Флёри — 00:00-10:00 Майк Смит — 10:00-20:00 | Вратари                                                                 | 00:00-10:00 — Пекка Ринне 10:00-20:00 — Коннор Хеллебайк | Судьи: Уэс Макколи Дэйв Джексон Линейные судьи: Брайан Мач Марк Шевчик |
| | Голы:                                                  |                                                                         |                                                          | Судьи: Уэс Макколи Дэйв Джексон Линейные судьи: Брайан Мач Марк Шевчик |
| Дрю Даути — 14:13 (К. Макдэвид) Джеймс Нил — 16:57 (К. Макдэвид, Б. Бёрнс) Брок Бесер — 18:14 (О. Экман-Ларссон, Дж. Годро) Брент Бёрнс (п.в.) — 18:38 (К. Макдэвид, М. Смит) Джеймс Нил (п.в.) — 19:18 (К. Макдэвид) | 0 : 1 : 1 2 : 1 2 : 2 3 : 2 4 : 2 5 : 2                | 01:47 — Натан Маккиннон (Б. Уилер) 17:29 — Пи-Кей Суббан (Н. Маккиннон) |                                                          | Судьи: Уэс Макколи Дэйв Джексон Линейные судьи: Брайан Мач Марк Шевчик |
| |                                                        |                                                                         |                                                          | Судьи: Уэс Макколи Дэйв Джексон Линейные судьи: Брайан Мач Марк Шевчик |
| |                                                        |                                                                         |                                                          | Судьи: Уэс Макколи Дэйв Джексон Линейные судьи: Брайан Мач Марк Шевчик |
| |                                                        |                                                                         |                                                          | Судьи: Уэс Макколи Дэйв Джексон Линейные судьи: Брайан Мач Марк Шевчик |
| 0 мин | Штраф                                                  | 0 мин                                                                   |                                                          | Судьи: Уэс Макколи Дэйв Джексон Линейные судьи: Брайан Мач Марк Шевчик |
| 0 (0) | Большинство                                            | 0 (0)                                                                   |                                                          |                                                                        |
| | 14                                                     | Броски                                                                  | 16                                                       |                                                                        |

| 28 января 2018 17:01 | Атлантический дивизион | 7 : 4 (2:3, 5:1) | Столичный дивизион | «Амали-арена», Тампа Зрителей: 19 092 |

| Отчёт | Отчёт                                                         | Отчёт | Отчёт                                                       | Отчёт                                                                  |
| --- | ------------------------------------------------------------- | --- | ----------------------------------------------------------- | ---------------------------------------------------------------------- |
| |                                                               | |                                                             |                                                                        |
| | Андрей Василевский — 00:00-10:00 Кэри Прайс — 10:00-20:00     | Вратари | 00:00-10:00 — Хенрик Лундквист 10:00-20:00 — Брэйден Холтби | Судьи: Уэс Макколи Дэйв Джексон Линейные судьи: Брайан Мач Марк Шевчик |
| | Голы:                                                         | |                                                             | Судьи: Уэс Макколи Дэйв Джексон Линейные судьи: Брайан Мач Марк Шевчик |
| Остон Мэттьюс — 05:30 (Дж. Айкел, А. Барков) Никита Кучеров — 08:27 (Э. Карлссон, С. Стэмкос) Никита Кучеров — 12:13 (Дж. Айкел, Э. Карлссон) Брэйден Пойнт — 14:33 (Б. Маршан, К. Прайс) Джек Айкел — 16:40 (А. Барков, О. Мэттьюс) Брэд Маршан — 17:41 (Б. Пойнт, М. Грин) Никита Кучеров — 17:56 (С. Стэмкос, Э. Карлссон) | 0 : 1 : 1 1 : 2 1 : 3 2 : 3 3 : 3 3 : 4 : 4 5 : 4 6 : 4 7 : 4 | 01:09 — Сидни Кросби (А. Овечкин) 07:43 — Клод Жиру (З. Веренски) 08:16 — Александр Овечкин (С. Кросби) 13:17 — Крис Летанг (Дж. Таварес, Дж. Бэйли) |                                                             | Судьи: Уэс Макколи Дэйв Джексон Линейные судьи: Брайан Мач Марк Шевчик |
| |                                                               | |                                                             | Судьи: Уэс Макколи Дэйв Джексон Линейные судьи: Брайан Мач Марк Шевчик |
| |                                                               | |                                                             | Судьи: Уэс Макколи Дэйв Джексон Линейные судьи: Брайан Мач Марк Шевчик |
| |                                                               | |                                                             | Судьи: Уэс Макколи Дэйв Джексон Линейные судьи: Брайан Мач Марк Шевчик |
| 0 мин | Штраф                                                         | 0 мин |                                                             | Судьи: Уэс Макколи Дэйв Джексон Линейные судьи: Брайан Мач Марк Шевчик |
| 0 (0) | Большинство                                                   | 0 (0) |                                                             |                                                                        |
| | 17                                                            | Броски | 22                                                          |                                                                        |

### Финал
| 28 января 2018 18:28 | Атлантический дивизион | 2 : 5 (1:3, 1:2) | Тихоокеанский дивизион | «Амали-арена», Тампа Зрителей: 19 092 |

| Отчёт                                                                 | Отчёт                                                     | Отчёт | Отчёт                                                  | Отчёт                                                                  |
| --------------------------------------------------------------------- | --------------------------------------------------------- | --- | ------------------------------------------------------ | ---------------------------------------------------------------------- |
|                                                                       |                                                           | |                                                        |                                                                        |
|                                                                       | Андрей Василевский — 00:00-10:00 Кэри Прайс — 10:00-20:00 | Вратари | 00:00-10:00 — Марк-Андре Флёри 10:00-20:00 — Майк Смит | Судьи: Уэс Макколи Дэйв Джексон Линейные судьи: Брайан Мач Марк Шевчик |
|                                                                       | Голы:                                                     | |                                                        | Судьи: Уэс Макколи Дэйв Джексон Линейные судьи: Брайан Мач Марк Шевчик |
| Майк Грин — 06:08 (Б. Маршан, Б. Пойнт) Майк Грин — 13:26 (Б. Маршан) | 0 : 1 0 : 2 1 : 2 1 : 3 1 : 4 2 : 4 2 : 5                 | 00:59 — Рикард Ракелль (А. Копитар, Д. Даути) 05:05 — Брок Бесер (Дж. Годро) 08:35 — Дрю Даути (А. Копитар, Р. Ракелль) 11:51 — Джонни Годро (Б. Бесер) 17:24 — Рикард Ракелль (Б. Бёрнс) |                                                        | Судьи: Уэс Макколи Дэйв Джексон Линейные судьи: Брайан Мач Марк Шевчик |
|                                                                       |                                                           | |                                                        | Судьи: Уэс Макколи Дэйв Джексон Линейные судьи: Брайан Мач Марк Шевчик |
|                                                                       |                                                           | |                                                        | Судьи: Уэс Макколи Дэйв Джексон Линейные судьи: Брайан Мач Марк Шевчик |
|                                                                       |                                                           | |                                                        | Судьи: Уэс Макколи Дэйв Джексон Линейные судьи: Брайан Мач Марк Шевчик |
| 1 мин                                                                 | Штраф                                                     | 0 мин |                                                        | Судьи: Уэс Макколи Дэйв Джексон Линейные судьи: Брайан Мач Марк Шевчик |
| 0 (0)                                                                 | Большинство                                               | 1 (0) |                                                        |                                                                        |
|                                                                       | 11                                                        | Броски | 19                                                     |                                                                        |

### Комментарии
1. ↑  Заменил травмированного Виктора Хедмана
2. ↑  Заменил травмированного Сета Джонса
3. ↑  Заменил травмированного Тэйлора Холла
4. ↑  Заменил травмированного Джонатана Куика